# Harcledo curvidactyla
Harcledo curvidactyla är en kräftdjursart som beskrevs av Pirlot 1929. Harcledo curvidactyla ingår i släktet Harcledo och familjen Eusiridae. Inga underarter finns listade i Catalogue of Life.